# Xanthosoma brasiliense
Xanthosoma brasiliense es una especie de planta de flor en la familia Araceae. Entre sus nombres comunes se cuentan otoe, yautía, tiquisque y taro de Tahití. Es uno de los varios vegetales de hoja utilizados para preparar calaloo, y a veces se le denomina calalu en Puerto Rico.
Es una hierba perenne con largas hojas en láminas soportadas en peciolos largos de hasta 60 cm. La planta puede llegar a medir 1 m de alto.
Esta planta se encuentra domesticada en el Amazonas y es cultivada en distintas regiones tropicales a lo largo del mundo. Las hojas y tallos son consumidos como vegetales. Es cocinada para quitarle los cristales de oxalato de calcio, que poseen las hojas de los  aroides. A diferencia de otras especies de Xanthosoma, los tubérculos no se utilizan como alimento porque son pequeños y poco desarrollados.